# تريفور هيمنغز
تريفور هيمنغز (بالإنجليزية: Trevor Hemmings)‏ هو شخصية أعمال بريطاني، ولد في 11 يونيو 1935 في لندن في المملكة المتحدة.